# Dorylaimopsis turneri
Dorylaimopsis turneri is een rondwormensoort uit de familie van de Comesomatidae. De wetenschappelijke naam van de soort is voor het eerst geldig gepubliceerd in 1992 door Zhang.